# 에스테 (베네토주)

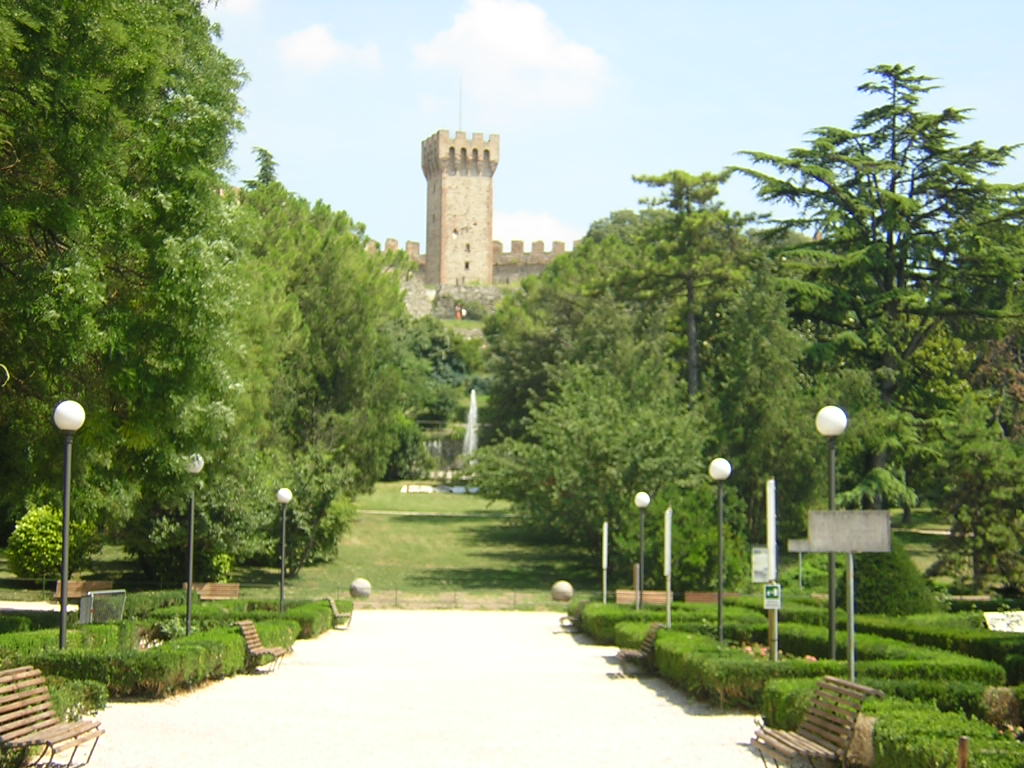
에스테 성

에스테(이탈리아어: Este)는 이탈리아 베네토주 파도바도에 위치한 코무네로 면적은 32.7km2, 인구는 16,581명(2014년 12월 31일 기준), 인구 밀도는 510명/km2이다.
이탈리아의 청동기 시대 문화인 에스테 문화가 시작된 곳이다. 중세 이탈리아의 귀족인 에스테 가의 발상지이기도 하다.